# Андорра на летних Олимпийских играх 1980
Андорра принимала участие в Летних Олимпийских играх 1980 года в Москве (СССР), но не завоевала ни одной медали. Частично присоединившись к объявленному Соединёнными Штатами бойкоту Московской Олимпиады, команда Андорры выступала не под национальным флагом, а под олимпийским.

## Результаты соревнований

### Стрельба
Спортсменов — 2
Мужчины
| Соревнование | Спортсмены      | Серии | Серии | Серии | Серии | Серии | Серии | Серии | Серии | Результат | Место |
| Соревнование | Спортсмены      | 1     | 2     | 3     | 4     | 5     | 6     | 7     | 8     | Результат | Место |
| ------------ | --------------- | ----- | ----- | ----- | ----- | ----- | ----- | ----- | ----- | --------- | ----- |
| Трап         | Франсеск Гасет  | 22    | 25    | 21    | 22    | 22    | 25    | 23    | 24    | 184       | 24    |
| Трап         | Жоан Томас Рока | 21    | 23    | 21    | 23    | 22    | 22    | 24    | 25    | 181       | 27    |